# Шёнвальде-ам-Бунгсберг
Шёнвальде-ам-Бунгсберг (нем. Schönwalde am Bungsberg) — община в Германии, в земле Шлезвиг-Гольштейн. 
Входит в состав района Восточный Гольштейн. Подчиняется управлению Остольштайн-Митте.  Население составляет 2486 человек (на 31 декабря 2010 года). Занимает площадь 39,06 км².

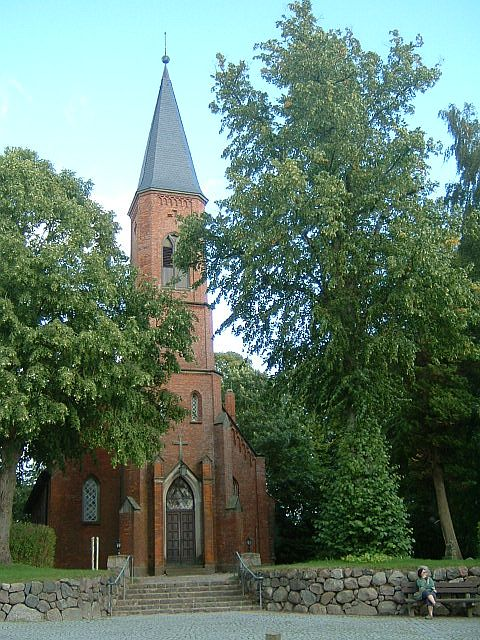
Церковь